# Shlomo Hestrin
Shlomo Hestrin (en hebreo שלמה הסטרין); (Winnipeg, Canadá, 1914 - 2 de febrero de 1962) fue un profesor de bioquímica israelí y uno de los primeros investigadores en el campo en la Universidad Hebrea de Jerusalén. Laureado con el Premio Israel de Ciencias Exactas en 1957.

## Biografía
Hestrin nació en1914 en Winnipeg, Manitoba, Canadá, hijo de Joseph y Miriam Hestrine, quienes estaban involucrados en las actividades sionistas de su área. Durante su infancia, sus padres acogieron a muchas figuras importantes del movimiento obrero que se dedicaban a emisarios en América del Norte, incluidos Rachel Yanait Ben-Zvi, Zalman Shazar y Yehuda ben Shmuel. Después de emigrar a Eretz Israel en 1932 la familia se unió al kibutz Afikim en el Valle del Jordán, donde Hestrin fue uno de los fundadores de la Compañía Sapan, y su padre se desempeñó como secretario del Departamento Político de la Agencia Judía bajo Berl Locker y director del Instituto Volcani de Investigación Agrícola.
Posteriormente, Hestrin decidió dedicarse a estudios académicos, se graduó en la Universidad Hebrea de Jerusalén en ciencias naturales y donde también se doctoró (la disertación fue sobre el tema "Descomposición de maltosa por microorganismos", supervisada por Yeshayahu Leibowitz e Israel Jacob Kligler). En Canadá, Hestrin asistió a una escuela hebrea y estudió humanidades en la Universidad de Manitoba. Durante sus estudios, se desempeñó como asistente de investigación en el Departamento de Bacteriología, en el Laboratorio de Química, el Laboratorio de Hormonas y participó en la investigación del cáncer. Luego fue enviado por la Facultad de Medicina a los Estados Unidos para recibir capacitación profesional y permaneció allí durante un año y medio.
Después del establecimiento del Estado de Israel, Hestrin fue nombrado miembro de la facultad de Medicina y la Facultad de Matemáticas y Ciencias Naturales de la Universidad Hebrea. Entre los cargos administrativos para los que ha sido nombrado a lo largo de los años fueron los de Jefe del Departamento de Bioquímica, Director del Laboratorio de Química Microbiológica, Miembro de la Comisión Permanente del Claustro Universitario y Presidente de la Comisión de Docencia de la Facultad de Ciencias Naturales. Junto con el Prof. Ephraim Kachalsky (más tarde Ephraim Katzir) fue el primer editor de la revista Mada.
En 1957, Hestrin fue galardonado con el Premio Israel de Ciencias Exactas, junto con David Feingold y su estudiante Gad Avigad. Fue premiado por su investigación en la síntesis enzimática de análogos de sacarosa. En el razonamiento de los jueces, se dio una referencia exhaustiva a su trabajo, que decía: "El trabajo constituye una contribución sostenible a la bioquímica general y fomenta su desarrollo continuo en Israel". Ese mismo año, su antiguo maestro, Shaul Adler, ganó el Premio Israel de Ciencias Médicas.
Su trabajo también fue reconocido con el Premio Schwarz. A lo largo de los años, ha publicado unos noventa estudios en biología y bioquímica. En sus estudios de laboratorio, se descubrió por primera vez una sustancia utilizada como sustituto de la expansión del volumen sanguíneo, un descubrimiento utilizado principalmente para prevenir la pérdida de sangre en las víctimas. Entre sus estudiantes se encuentran Michael Shrem, Zvi Selinger y Avraham Hershko. El profesor Hestrin fue uno de los bioquímicos prominentes de la Universidad Hebrea y uno de los fundadores de la Sociedad Israelí de Bioquímica en 1959.
Hestrin murió en 1962, A la edad de 48 años. Fue enterrado en Mount of Rest y le sobrevivieron su esposa, la arqueóloga Ruth Hestrine y sus dos hijos.

## Premios
En 1957, Hestrin recibió el Premio Israel, en ciencias exactas, junto con su compañero de investigación David Sidney Feingold y su alumno Gad Avigad.
La hermana de Hestrin, Sara Hestrin-Lerner, recibió el Premio Israel, en ciencias médicas, en 1955.